# Montabaur Fighting Farmers
Die Montabaur Fighting Farmers sind ein eingetragener Verein für American Football und Flag Football in Montabaur.

## Geschichte
Der 1. American Footballclub Montabaur Fighting Farmers 1992 e. V., ein eigenständiger und gemeinnütziger Sportverein, wurde 1992 in Montabaur (Westerwald) gegründet und besteht unverändert in seiner ursprünglichen Form. Ziel des Vereins ist die Förderung des Sports American Football im Junioren- und Seniorenbereich mit Teilnahme am offiziellen Spielbetrieb.
Im Jahr 1993 wurde der Spielbetrieb in der Landesliga Mitte aufgenommen und als Vizemeister beendet. Weitere zwei Jahre wurde in der Landesliga Mitte gespielt und der Verein sportlich und strukturell aufgebaut. Mit der Vizemeisterschaft 1995 erfolgte der Aufstieg in die Oberliga und 1997 die Vizemeisterschaft. In den folgenden fünf Jahren nahmen die Fighting Farmers als Verein selbst nicht am Spielbetrieb teil, jedoch waren zahlreiche Spieler in anderen Vereinen verteilt bis hinauf in die GFL weiter aktiv.
Im Jahr 2002 wäre das Aus durch Streichung aus dem Vereinsregister erfolgt, jedoch vereinigten sich einige der ursprünglichen Mitglieder neu im Westerwald. Das Training wurde unter Head Coach Hans Juhnke aufgenommen und im Jahr 2003 nahmen die Fighting Farmers am Spielbetrieb teil. Mit der Meisterschaft in der Landesliga 2003 erfolgte der Aufstieg in die Oberliga. Dort folgte die Vizemeisterschaft 2005 und der Aufstieg 2006 als Meister der Oberliga.
Die Saison 2007 in der Regionalliga Mitte beendeten die Fighting Farmers mit acht Siegen und zwei Niederlagen (gegen den Meister aus Stuttgart und die Hanfrieds aus Jena) als Vizemeister. Die damit erreichte Relegation gegen die Erding Bulls wurde in Erding mit 22:38 und zuhause vor ca. 1400 Zuschauern mit 37:27 gewonnen.
In der Saison 2008 wurde der 4. Platz im ersten Jahr in der German Football League 2 erreicht, der zum Verbleib in der Liga berechtigt. Insgesamt 7 Spiele wurden gewonnen gegen die Saarland Hurricanes, Stuttgart Silver Arrows, Königsbrunn Ants und Kirchdorf Wildcats, sowie in der Vorbereitung gegen die Troisdorf Jets.
In der zweiten Saison in der GFL2 sind die Gegner der Fighting Farmers folgende Mannschaften: Aus Baden-Württemberg die Rhein-Neckar Bandits und die Stuttgart Silver Arrows, aus Bayern die Franken Knights, die benachbarten Darmstadt Diamonds und Wiesbaden Phantoms aus Hessen, sowie die Kaiserslautern Pikes aus Rheinland-Pfalz und die Saarland Hurricanes aus dem Saarland. Die Lizenz für die GFL2 wurden vom zuständigen AFVD geprüft und den Fighting Farmers für die Saison 2009 ohne Auflagen erteilt.
Nach Turbulenzen zwischen Vorstand und Cheftrainer zu Beginn der Saison, in dessen Folge beide Seiten ihren Rücktritt erklärten, erfolgte nach der Saison 2009 der Abstieg in die Regionalliga Mitte und Verbleib bis in die aktuellen Saison.

## Jugendbereich
Neben der 1. Mannschaft wurde 2003 das Team der Fighting Farmers Juniors gegründet, dem 2005 das Fighting-Farmers-Flag-Juniorteam folgte. Die Jugendarbeit spiegelt sich derzeit wider mit ca. 40 aktiven Spielern, die aus der eigenen Jugendmannschaft in das Senior-Team der Fighting Farmers gekommen sind. Aber auch die Berufungen in die Auswahlmannschaften verdeutlicht die erfolgreiche Jugendarbeit in den letzten Jahren. Seit 2015 besteht neben der U19-Jugend auch eine U17-Jugend. Seit 2016 wurde zusätzlich der Spielbetrieb mit einer U15 aufgenommen.

## Vereinsphilosophie
Im Bereich der Vereinsführung und des Trainerstabes wird auf Kontinuität gesetzt. Die meisten Gründungsmitglieder sind bis heute im Verein eingebunden und unterstützen mit ihren Aufgaben in der Vereinsführung und im Trainerstab der einzelnen Mannschaften den weiteren Aufbau des Vereines nach dem Motto: Einmal Farmer, immer Farmer! Seit 2007 gehört 'Hans, der Farmer' als Maskottchen zu den Spielen.

## Erscheinungsbild
Die Teamfarben veränderten sich mit den Jahren: Waren die Trikots und Hosen in den Anfängen in grün und gold, später ein einheitliches Grün, so ist nach 20 Jahren Football im Westerwald das Erscheinen der Farmers weiterhin geprägt durch das traditionelle Grün der heimischen Wälder und den goldenen Feldern: Die heutigen Trikots sind grün mit seitlich weißen Streifen, dazu weiterhin der Helm in gold mit schwarzer Facemask. Der schnaubende Farmer mit Hut, der die Farmers lange auf ihrem Weg als Logo begleitete, wurde Anfang 2005 abgelöst durch den neuen Farmer: Der dynamische Prozess des Vereins sollte sich im Erscheinungsbild widerspiegeln.

## Spielstätten
Heimspielstätten:
- Stadion Mons-Tabor Montabaur, Von-Bodelschwingh-Straße, Montabaur
- Kunstrasenplatz Horressen, An der Waldschule 1, Montabaur-Horressen

Trainingsgelände:
- Kunstrasenplatz Horressen, An der Waldschule 1, Montabaur-Horressen
- Rasenplatz Elgendorf, Baumbacher Straße, Montabaur-Elgendorf

Trainingshalle:
- Kreissporthalle 1, Montabaur

## Platzierungen
Fighting Farmers
- 2023: 1. Platz Regionalliga (Aufstieg in GFL2)

- 2022: 1. Platz Regionalliga
- 2021: 2. Platz Regionalliga
- 2020: Regionalliga (Saisonabbruch wegen Covid-19-Pandemie)
- 2019: 3. Platz Regionalliga
- 2018: 8. Platz GFL2 (Abstieg in Regionalliga)
- 2017: 1. Platz Regionalliga (Aufstieg in GFL2)
- 2016: 3. Platz Regionalliga
- 2015: 5. Platz Regionalliga
- 2014: 6. Platz Regionalliga
- 2013: 3. Platz Regionalliga
- 2012: 3. Platz Regionalliga
- 2011: 6. Platz Regionalliga
- 2010: 3. Platz Regionalliga
- 2009: 7. Platz 2. Bundesliga Süd (Abstieg in Regionalliga)
- 2008: 4. Platz 2. Bundesliga Süd
- 2007: Sieger Relegation zur 2. Bundesliga
- 2007: Vizemeister Regionalliga
- 2006: Meister Oberliga
- 2005: Vizemeister Oberliga
- 2004: 4. Platz Oberliga
- 2003: Meister Landesliga
- 1998–2002: kein Spielbetrieb
- 1997: Vizemeister Oberliga
- 1996: 4. Platz Oberliga
- 1996: 2. Platz Hallen-Footballturnier Oberwerth/Koblenz
- 1995: Vizemeister Landesliga
- 1994: Meister Landesliga
- 1993: Vizemeister Landesliga
- 1992: Gründung Seniorteam

Fighting Farmers Juniors (Jugendfootball)
- 2012: Meister Jugendoberliga
- 2011: 3. Platz Jugendoberliga
- 2010:
- 2009:
- 2008:
- 2007: Meister Jugendaufbauliga
- 2006: 5. Platz Jugendleistungsliga
- 2005: Vizemeister Jugendleistungsliga
- 2004: Meister Jugendaufbauliga
- 2004: Sieger Deichstadtbowl Neuwied
- 2003: Gründung Juniorteam

Fighting Farmers FlagJuniors (Flagjugendfootball)
- 2007: 7. Platz Flag Jugendliga
- 2006: 6. Platz Flag Jugendliga
- 2005: Gründung FlagJuniorteam